# ジェイク・サカリディス
ジェイク・サカリディス（Jake Tsakalidis）ことヤコボス・サカリディス（ギリシャ語: Ιάκωβος Τσακαλίδης', ラテン文字転写: Iakovos Tsakalidis, 1979年6月10日 - ）は、ギリシャの元プロバスケットボール選手。ソビエト連邦グルジアルスタヴィ出身。ポジションはセンター。218 cm、130 kg。